# Баскунчакская железная дорога
Баскунча́кская желе́зная доро́га (1884 — после 1918) — железная дорога от озера Баскунчак до Владимировской пристани на Волге.

## История дороги
В 1879 году старший смотритель Баскунчакского соляного промысла личный почётный гражданин Степан Семёнович Дондуков по просьбе крупных соледобывателей ходатайствовал Астраханскому губернатору с предложением строительства железной дороги от озера Баскунчак до Владимировской пристани, протяжённостью 50 вёрст. Далее письмо было перенаправлено в Министерство финансов Российской империи, где посчитали полезным постройку Баскунчакской железной дороги, но к немедленному осуществлению этого проекта не было возможности из-за отсутствия в казне достаточных финансовых средств.
Решение о государственном финансировании железнодорожного строительства в стране правительство приняло в 1880 году. До этого времени железные дороги в течение 10 лет прокладывались только частными акционерными компаниями. 6 февраля 1881 года император Александр II утвердил положение Комитета Министров о разрешении строительства Баскунчакской железной дороги распоряжением казны. В том же году начались изыскательские и земляные работы по обустройству линии казённой дороги, а затем укладка рельсов и постройка станций (Баскунчак – на озере, Солончак, Кочевая, Ахтуба, Владимировская пристань) с необходимой станционной инфраструктурой. Начальником работ Временного управления по строительству дороги назначен инженер путей сообщений Борис Александрович Риппас (1844 – не ранее 1917). Окончание строительства планировалось на 1 августа 1882 года, но движение грузовых составов открылось только в 1883 году.
Длина дороги составила 76,3 км, из них 16,7 км — двухпутные. На дороге построено 17 мостов, 9 водопропускных труб, 2 каменных паровозных сарая (Баскунчак — площадью 368.8 м² и Ахтуба — 750.5 м²).
Первоначально, до строительства капитального железнодорожного моста через реку Ахтуба в 1912 году, движение по дороге осуществлялось только во время навигации на Волге, причём во время высоких вод – до Мамайской пристани на реке Ахтубе, а в остальное время – до Владимировской соляной  пристани.
Станция Ахтуба являлась главной на дороге. Здесь были сооружены деревянный вокзал, помещение телеграфа, каменный паровозный сарай площадью 750,5 кв. метров и вспомогательные станционные постройки, установлена паровая машина и пульзометр для водоснабжения паровозов. В 1882 году, с утверждением штата и назначением должностных лиц дороги, на отведённой казённой земле при станции Ахтуба был основан жилой посёлок для чиновников Управления Баскунчакской железной дороги, а также служащих и рабочих станции. Помимо жилых домов, в посёлке были возведены школа и больница.
Начальником дороги с 1882 года до 20.05.1903 года являлся инженер путей сообщения статский советник Константин Кузьмич Яковлев, в 1903—1918 годах — инженер путей сообщения статский советник Николай Иванович Крылов.
На 1882 год штат управления дороги составлял из 11 основных должностей: начальник дороги, бухгалтер управления, кассир управления, главный механик, ревизор движения, заведующий магазином (складом) дороги, врач дороги, фельдшер, техник по ремонту пути, чертёжник, заведующий телеграфом. В дальнейшем в штат управления дороги были введены и другие должности.
В межвоенный период Баскунчакская железная дорога вошла в состав Рязано-Уральской железной дороги.

## Станции дороги
- Баскунчак
- Солончак
- Кочевая
- Ахтуба
- Владимировская пристань

## Подвижной состав
В середине 1880-хгодов дорога имела: 10 паровозов из них 7 серии Т с тендерами и 3 серии ТП без тендеров, 482 вагона, в том числе: 2 цистерны,
30 крытых, 50 платформ и 400 солевозных вагонов.
Паровозы, работающие на главной линии и озерных путях станции Баскунчак, отапливались дровами; паровозы, работающие на станции Владимировка и на перегоне Ахтуба—Владимировка, отапливались нефтяными остатками. Водоснабжение паровозов осуществлялось по станциям: Баскунчак, Кочевая, Солончак и Ахтуба паровыми машинами и пульзометрами, на станции Владимировка — ручным насосом.
Пассажирские вагоны (9 шт.), имеющиеся на дороге, были трёхосными, постройки завода Кайль и Ко в Париже, переделанные в мастерских Моршано-Сызранской дороги. Платформы (50 шт. серии П) и крытые вагоны (30 шт. серии К) были двухосными, построенными на заводах промышленного общества Лильполь-Рау и Левенштейн. Солевозные вагоны (400 шт. серии С. П.) были двухосными, построенными на Сормовском заводе. Цистерны (2 шт. серии Ц) были двухосными, построенными на заводах Русско-Балтийского общества.

## Работа дороги
Средняя составность отправленного по дороге грузового поезда с 1884 по 1888 год: 1884 — 22.45 вагонов, 1885 — 22,16, 1886 — 22,04, 1887 — 21,95, 1888 — 22,18.
Вследствие сезонного характера работы дороги и замкнутости интенсивность её эксплуатации была высокой, так среднесуточный пробег паровоза колебался от 505 км до 677 км.
Доход на версту дороги составлял: 1884 год — 2420,74 руб., 1885 год — 1920,15 руб., 1886 год — 1758,73 руб., 1887 год — 2221,98 руб., 1888 год — 2064,41 руб.
Основным грузом дороги являлась соль, её дорога перевезла в 1887 году 180,6 тыс. тонн, в 1888 году — 194,3 тыс. тонн.